# Château de la Guéhardière
Le Château de la Guéhardière était un château français, étant désormais une ferme, situés à Beaulieu-sur-Oudon, dans le département de la Mayenne et la région des Pays de la Loire. Un étang porte le même nom de Guéhardière. Trois ruisseaux nés à Loiron, à la Gravelle et en la Forêt du Pertre ressortent de l'étang de la Guéhardière pour former l'Oudon.

## Désignation
- In molendinis de Galhaderia, 1205 (Bibliothèque nationale de France, fr. 22.450, f. 227).
- Le nouveau mollin de la Gahardière, 1285 (Bibliothèque nationale de France, fonds D. Housseau).
- La dame de la Gahardière. 1452 (Archives nationales, R/5. 383).
- Quéhardière, moulin et château en ruine, distinct du Château de la Ville (Hubert Jaillot).
- Quéhardière, moulin (Carte de Cassini).

## Historique
Il s'agissait d'une seigneurie ayant haute, moyenne et basse justice, mais qualifiée à tort châtellenie dans certains actes ; mouvante de Laval par Montjean et Courbeveille. 
La carte de 1706 indique le passage sur la chaussée de la route de Château-Gontier à Vitré. Pierre Le Cornu, gouverneur de Craon, pilla, vers 1592, le domaine de la Guéhardière qui appartenait alors au sieur de Busses. Il y eut au XVIIe siècle et au XVIIIe siècle de nombreux procès intentés par les riverains pour fixer la hauteur légale de la chaussée et prévenir l'inondation de leurs prairies..
Le meunier, Jean Denis, sa femme et son fils sont emprisonnés pour avoir logé une nuit un tisserand du Pertre, porteur d'un écrit fanatique. Ils avouent avoir entendu plusieurs fois les Chouans passer la nuit sur la chaussée de l'étang. Le 19 germinal an II, Louise Piau, leur domestique, vint leur apporter tout l'argent qu'ils possédaient. Ils sont acquittés le 4 floréal.

## Sources et bibliographie
- « Château de la Guéhardière », dans Alphonse-Victor Angot et Ferdinand Gaugain, Dictionnaire historique, topographique et biographique de la Mayenne, Laval, A. Goupil, 1900-1910 [détail des éditions] (BNF 34106789, présentation en ligne)